# Umbra krameri
Umbra krameri és una espècie de peix d'aigua dolça de la família Umbridae, distribuïts per Europa per les conques hidrogràfiques dels rius Danubi i Dnièster, encara que ho podem veure més fàcilment en aquaris, ja que es comercialitza per al seu ús en aquariologia.